# NGC 7319
NGC 7319 est une galaxie spirale barrée, composante du Quintette de Stephan et située dans la constellation de Pégase. Sa vitesse par rapport au fond diffus cosmologique est de 6 421 ± 23 km/s, ce qui correspond à une distance de Hubble de 94,7 ± 6,6 Mpc (∼309 millions d'al). NGC 7319 a été découverte par l'astronome français Édouard Stephan en 1873. 
La classe de luminosité de NGC 7319 est II-III et elle présente une large raie HI. De plus, elle est aussi une galaxie active de type Seyfert 2.
NGC 7319 est membre du groupe compact Hickson 92 (HCG 92) et figure dans l'atlas des galaxies particulières d'Halton Arp sous la cote Arp 319,.
À ce jour, sept mesures non basées sur le décalage vers le rouge (redshift) donnent une distance de 40,114 ± 29,941 Mpc (∼131 millions d'al), ce qui est nettement à l'extérieur des valeurs de la distance de Hubble.

## Caractéristiques

### Morphologie et Quintette de Stephan

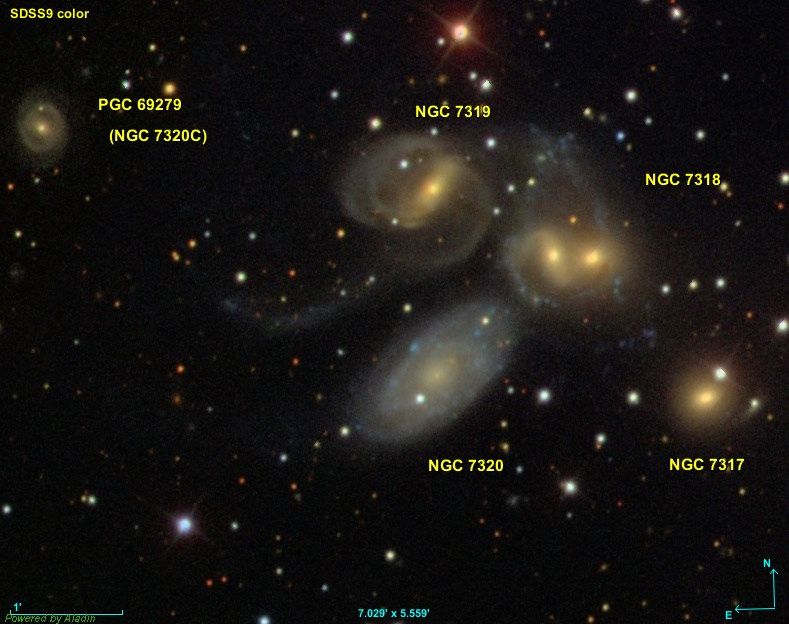
Vue des différents membres du Quintette de Stephan (image SDSS).

NGC 7319 présente une morphologie perturbée suite à des interactions gravitationnelles avec les autres galaxies membres du Quintette de Stephan. Son bras spiral sud se prolonge en une longue queue de marée qui s'étend sur environ 200 000 années-lumière, en direction du sud-est. Deux autres caractéristiques de marée, deux ponts de matière parallèles l'un à l'autre, la relie à PGC 69279 (NGC 7320C). De ce fait, on pense que ces deux galaxies ont pu interagir gravitationnellement il y a une centaine de millions d'années, provoquant les difformités de NGC 7319 et dépouillant une partie de son milieu interstellaire.
NGC 7319 est la galaxie la plus massive du Quintette de Stephan et on pense qu'elle a pu connaître un taux de formation d'étoiles plus élevé par le passé.

### Trou noir supermassif

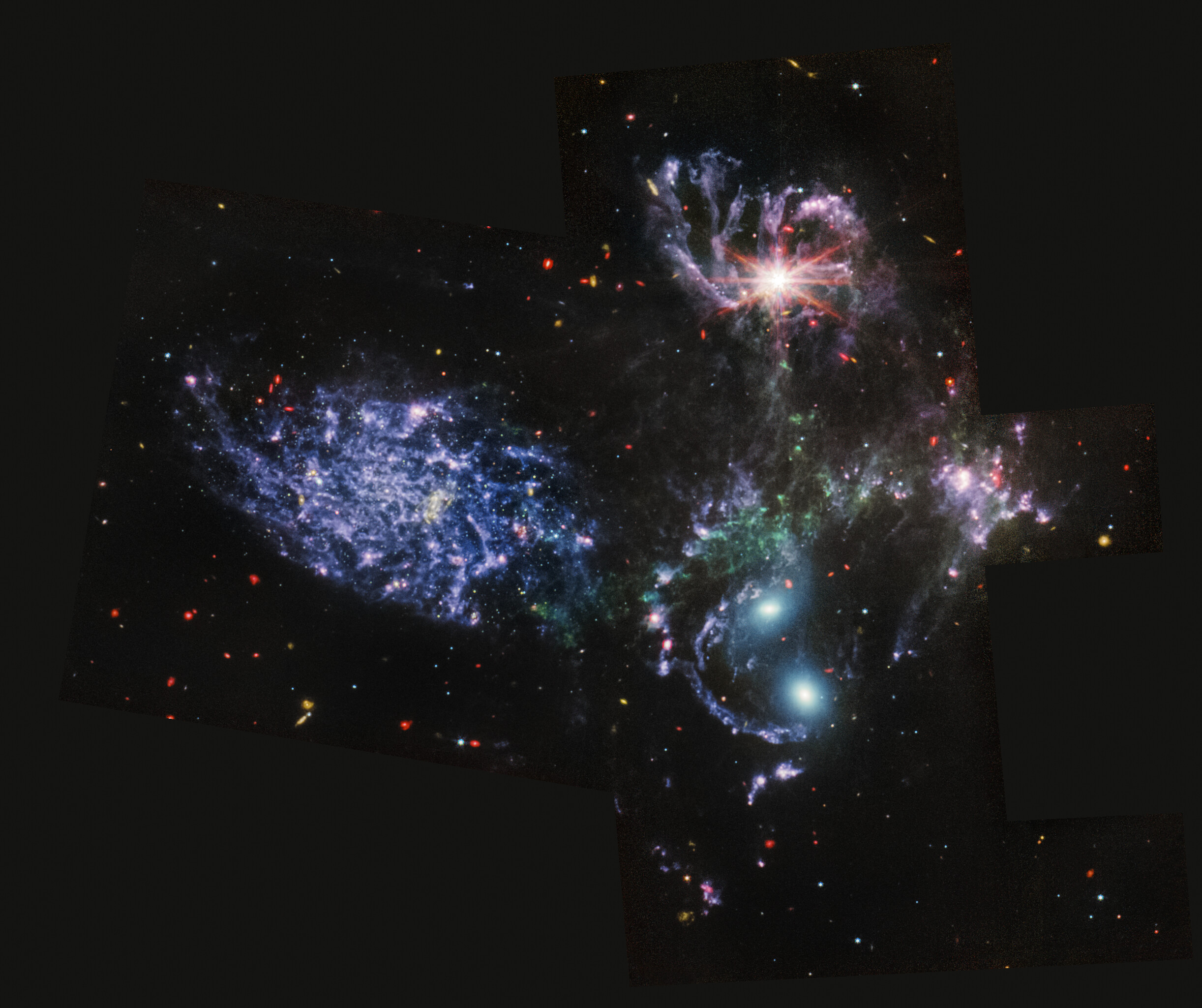
Le Quintette de Stephan imagée par l'instrument MIRI du télescope spatial James Webb. Au centre de NGC 7319 (en haut), apparaît un artefact lumineux en forme d'étoile rouge, trahissant l'activité du trou noir supermassif au centre de la galaxie.

NGC 7319 abrite un trou noir supermassif très actif d'une masse équivalente à 24 millions de fois celle du Soleil, et qui aspire activement la matière autour de lui. L'énergie lumineuse qu'il émet est environ 40 milliards de fois supérieur par rapport à celle émise par notre étoile.
Les observations du télescope spatial James Webb ont révélé que, à travers le linceul de poussières entourant le noyau, la région proche du trou noir supermassif contient des gaz chauds et ionisés riches en divers éléments tel que le fer, l'argon, le soufre, le néon et l'oxygène. Leur vitesse d'écoulement a pu être mesurée avec un niveau de détails jamais vu auparavant. Le trou noir en lui-même semble être enveloppé de poussières de silicates et son réservoir (réserves de gaz situées au bord du disque d'accrétion) est constitué de gaz plus froids et plus denses, principalement riches en silicates et en hydrogène moléculaire, absorbants la lumière des régions centrales de la galaxie.
Deux jets radio s'échappent du noyau actif de NGC 7319, parcourant chacun une distance très différente (environ 430 pc (∼1 400 al) et environ 1,5 kpc (∼4 890 al)). On pense que cette différence est dû aux gaz moléculaires présents dans le milieu interstellaire de la galaxie qui, lorsque l'un des jets radio les rencontre, ralentissent ce dernier provoquant ainsi cette asymétrie de longueur.

## Quasar de NGC 7319

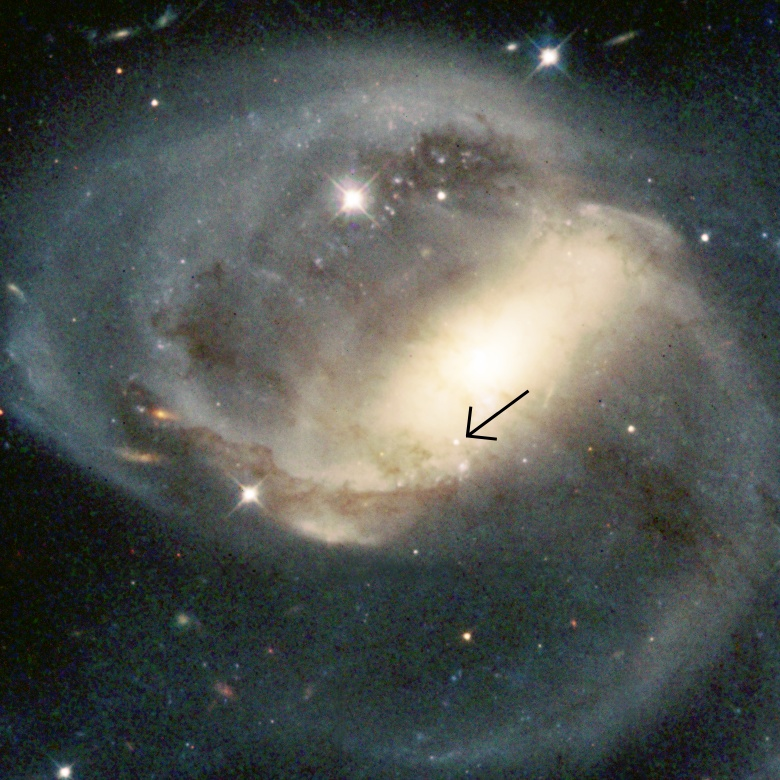
Localisation du quasar découvert par le télescope spatial Chandra.

En 2005, le télescope spatial Chandra découvre à environ 8" du noyau galactique de NGC 7319 une source importante d'émissions de rayons X ultra lumineuse, identifiée par la suite comme étant un quasar. Ce dernier possède la particularité d'avoir un décalage vers le rouge plus élevé que celui des galaxies du Quintette de Stephan. 
On pense que ce quasar apparait simplement à travers le disque de NGC 7319, mais certains chercheurs pensent qu'il s'agirait d'un objet situé devant la galaxie, éjecté de celle-ci,.

## Supernova
La supernova SN 1971P a été découverte dans NGC 7319 le 19 aout 1971 par L. Rosino. D'une magnitude apparente de 16,8 au moment de sa découverte, son type n'a pu être formellement identifié. Une supernova de type I est cependant suspectée.

## Galerie

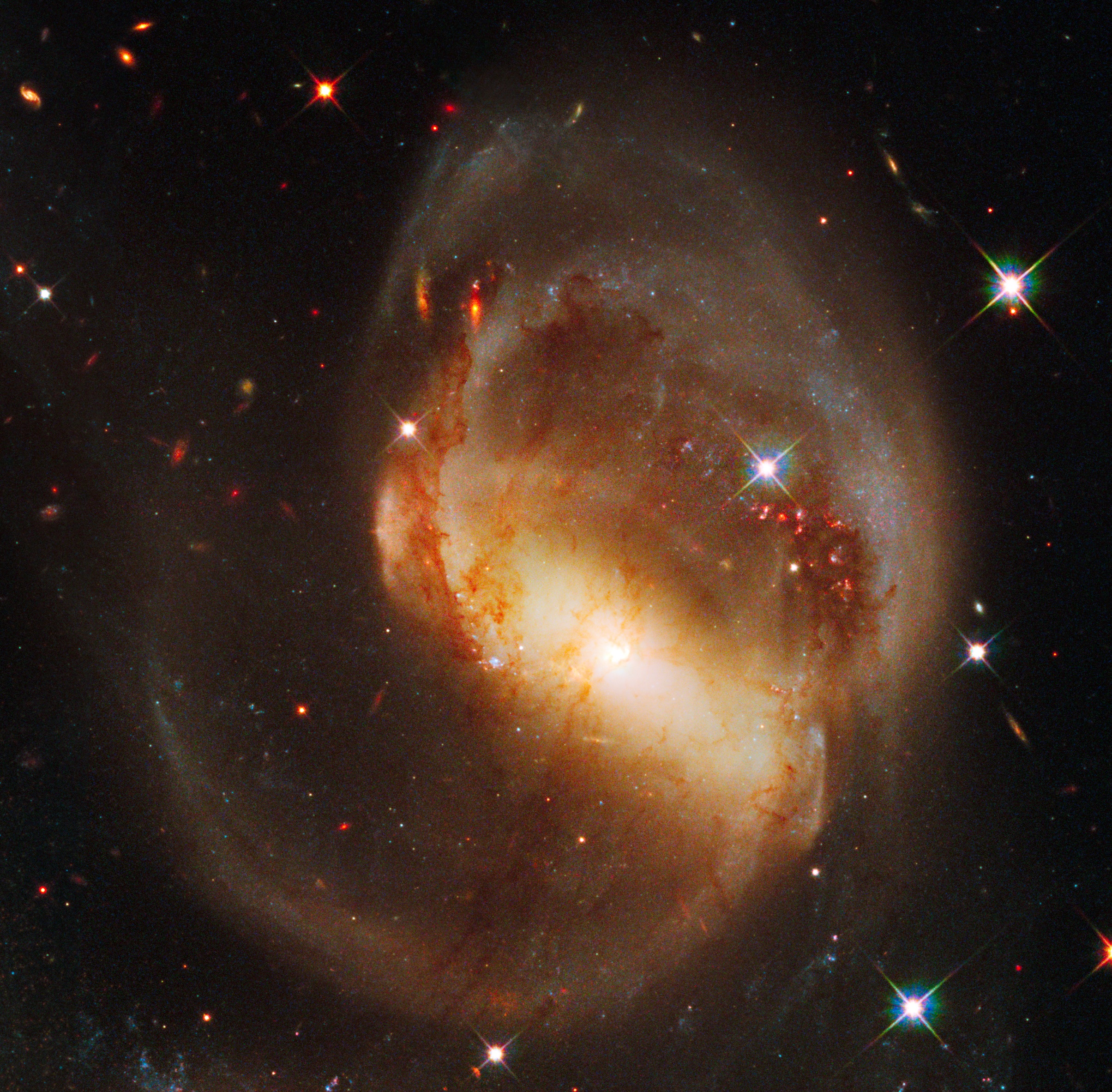
NGC 7319 imagée par le télescope spatial Hubble.
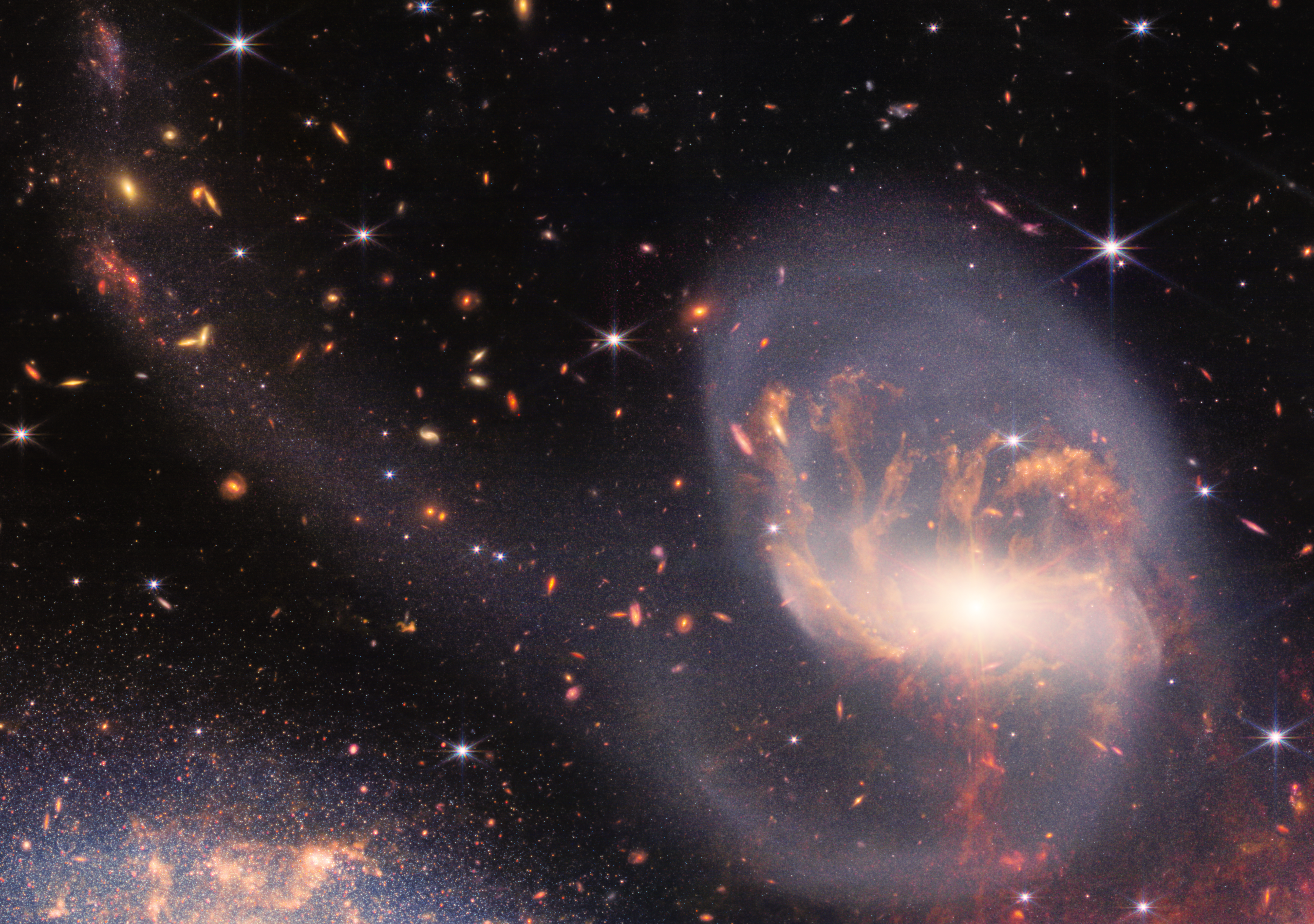
NGC 7319 imagée par le télescope spatial James Webb (2022)[b].